# Lomhaszöcskék
A lomhaszöcskék (repülőszöcskék, lomha szöcskék, Phaneropterinae)  a rovarok osztályában az egyenesszárnyúak (Orthoptera) közé sorolt szöcskék (Tettigonioidea) öregcsaládjának egyik, rendkívül fajgazdag alcsaládja 14 nemzetséggel és mintegy két és félszáz, nemzetségbe nem sorolt nemmel. Régebben önálló családnak (Phaneropteridae) tekintették őket.

## Elterjedésük
A fajok többsége trópusi. Magyarországon 17 fajuk él, ezek közül 8 védett.

## Megjelenésük, felépítésük
Bőrszerű szárnyaik rövidek, a virágszöcskék egyenesen szárnyatlanok.

## Életmódjuk, élőhelyük
Valamennyi védett faj röpképtelen. Növényevők: a szőlőt, gyümölcsöket, kalászosokat, kukoricát károsítják.

## Ismertebb, nemzetségbe nem sorolt nemek
- Alectoria
- Aniarella
- Austrodontura
- Caedicia
- Chinensis
- Diastella
- Kurandoptera
- Monteiroa
- Noia
- Novaniarella
- Phoebolampta
- Preussia
- Vossia